# Vela ai Giochi della VIII Olimpiade
Le competizioni di vela ai Giochi della VIII Olimpiade si sono svolte dal 10 AL 26 luglio 1924 nei bacini di Le Havre e Bassin de Meulan-les-Mureaux Parigi.
Si sono svolti 3 eventi che hanno visto la partecipazione di 65 velisti (di cui una donna la svizzera Ella Maillart) rappresentanti 19 nazioni.

## Classi

Classi per l'Olimpiade 1924

Dopo l'enorme numero di classi utilizzate durante l'evento velico olimpico del 1920, l'International Yacht Racing Union decise che per il 1924 sarebbero state utilizzate solo tre classi. La scelta è stata fatta a favore di due classi Meter (6 e 8) e della classe monotipo (One Design).

## Podi
| Evento                      | Oro                                                                                   | Argento                                                                        | Bronzo                                                                               |
| Olympic Monotype (dettagli) | Léon Huybrechts                                                                       | Henrik Robert                                                                  | Hans Dittmar                                                                         |
| 6 metri (dettagli)          | Norvegia Anders Lundgren Eugen Lunde Christopher Dahl                                 | Danimarca Vilhelm Vett Knud Degn Christian Nielsen                             | Paesi Bassi Joop Carp Anthonij Guépin Jan Vreede                                     |
| 8 metri (dettagli)          | Norvegia Carl Ringvold Sr. Rick Bockelie Harald Hagen Ingar Nielsen Carl Ringvold Jr. | Gran Bretagna Ernest Roney Edwin Jacob Thomas Riggs Walter Riggs Harold Fowler | Francia Louis Bréguet Pierre Gauthier Robert Girardet André Guerrier Georges Mollard |

## Medagliere
| Posizione | Paese         | Oro | Argento | Bronzo | Totale |
| --------- | ------------- | --- | ------- | ------ | ------ |
| 1         | Norvegia      | 2   | 1       | 0      | 3      |
| 2         | Belgio        | 1   | 0       | 0      | 1      |
| 3         | Danimarca     | 0   | 1       | 0      | 2      |
| 3         | Gran Bretagna | 0   | 1       | 0      | 2      |
| 5         | Paesi Bassi   | 0   | 0       | 1      | 1      |
| 5         | Francia       | 0   | 0       | 1      | 1      |
| 5         | Finlandia     | 0   | 0       | 1      | 1      |
| Totale    | Totale        | 3   | 3       | 3      | 9      |